# Bjarne Klavestad
Bjarne Klavestad (21 settembre 1905 – 10 maggio 1930) è stato un calciatore norvegese, di ruolo portiere.

## Carriera

### Club
Klavestad giocò con la maglia del Sarpsborg.

### Nazionale
Conta 2 presenze per la Norvegia. Esordì il 6 giugno 1926, quando fu in campo nella vittoria per 2-5 in casa della Finlandia.